# Barleux
Barleux est une commune française située dans le département de la Somme en région Hauts-de-France.

## Géographie

### Localisation

#### Communes limitrophes
| Flaucourt   | Biaches           | Péronne   |
| Assevillers | Barleux           | Éterpigny |
|             | Villers-Carbonnel |           |

Le village se trouve à 4 km au sud-ouest de Péronne. Il est desservi par la route départementale 79 (RD 79).

### Hydrographie

#### Réseau hydrographique
La commune est située dans le bassin Artois-Picardie. Elle est drainée par la Motte.

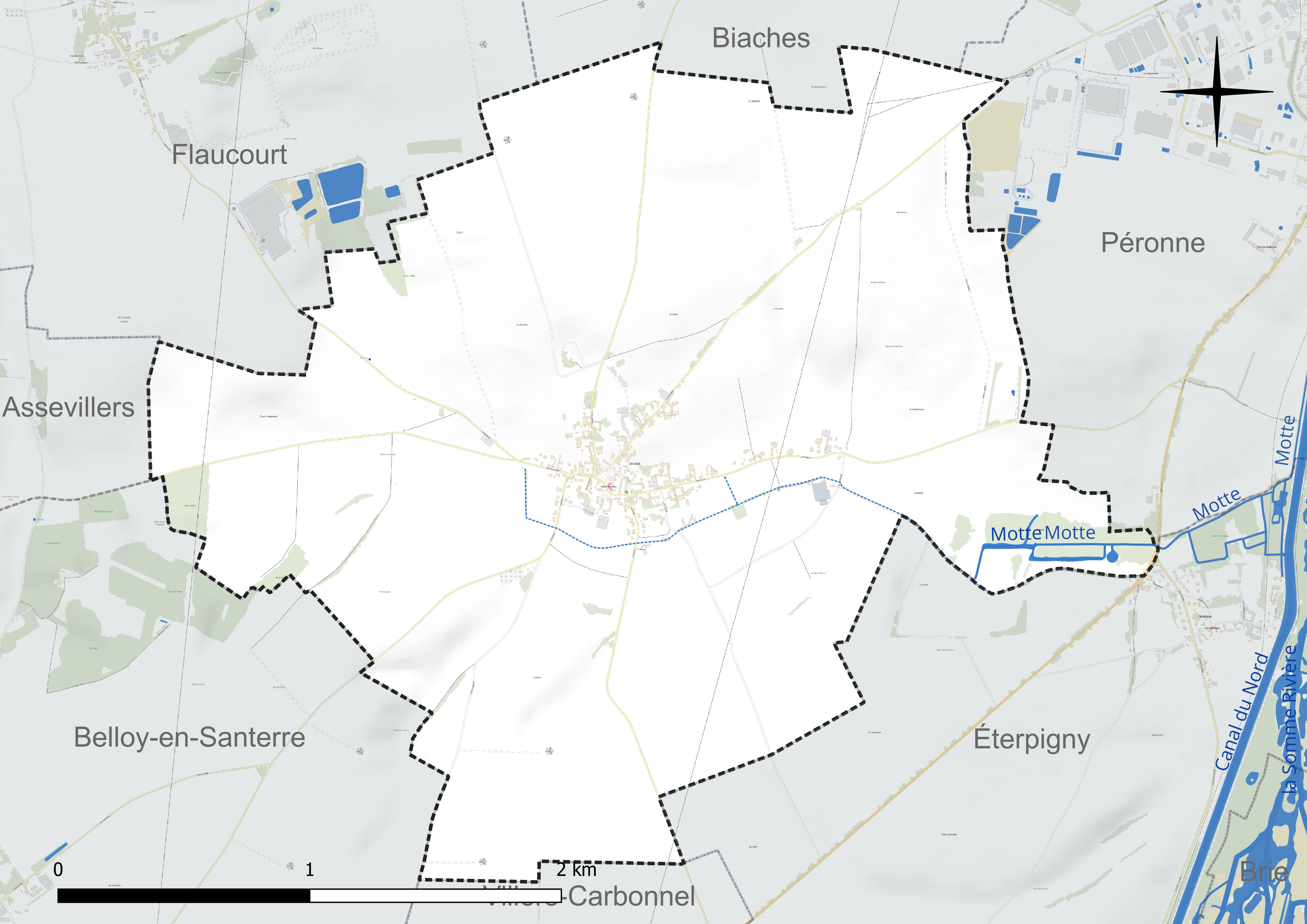
Réseau hydrographique de Barleux.

#### Gestion et qualité des eaux
Le territoire communal est couvert par le schéma d'aménagement et de gestion des eaux (SAGE) « Haute Somme ». Ce document de planification concerne un territoire de 1 798 km2 de superficie, délimité par le bassin versant de la Haute Somme est constitué d'un réseau hydrographique complexe de cours d'eau, de marais, d'étangs et de canaux. Le périmètre a été arrêté le 21 avril 2006 et le SAGE proprement dit a été approuvé le 15 juin 2017. La structure porteuse de l'élaboration et de la mise en œuvre est le syndicat mixte d'aménagement hydraulique du bassin versant de la Somme (AMEVA).
La qualité des cours d'eau peut être consultée sur un site dédié géré par les agences de l'eau et l'Agence française pour la biodiversité.

### Climat
Pour des articles plus généraux, voir Climat des Hauts-de-France et Climat de la Somme.
En 2010, le climat de la commune est de type climat océanique dégradé des plaines du Centre et du Nord, selon une étude du CNRS s'appuyant sur une série de données couvrant la période 1971-2000. En 2020, Météo-France publie une typologie des climats de la France métropolitaine dans laquelle la commune est exposée à un climat océanique et est dans la région climatique Nord-est du bassin Parisien, caractérisée par un ensoleillement médiocre, une pluviométrie moyenne régulièrement répartie au cours de l'année et un hiver froid (3 °C).
Pour la période 1971-2000, la température annuelle moyenne est de 10,5 °C, avec une amplitude thermique annuelle de 15,1 °C. Le cumul annuel moyen de précipitations est de 677 mm, avec 11,4 jours de précipitations en janvier et 8,8 jours en juillet. Pour la période 1991-2020, la température moyenne annuelle observée sur la station météorologique la plus proche, située sur la commune d'Estrées-Mons à 9 km à vol d'oiseau, est de 11,0 °C et le cumul annuel moyen de précipitations est de 647,5 mm,. Pour l'avenir, les paramètres climatiques de la commune estimés pour 2050 selon différents scénarios d'émission de gaz à effet de serre sont consultables sur un site dédié publié par Météo-France en novembre 2022.

## Urbanisme

### Typologie
Au 1er janvier 2024, Barleux est catégorisée commune rurale à habitat dispersé, selon la nouvelle grille communale de densité à sept niveaux définie par l'Insee en 2022.
Elle est située hors unité urbaine. Par ailleurs la commune fait partie de l'aire d'attraction de Péronne, dont elle est une commune de la couronne,. Cette aire, qui regroupe 52 communes, est catégorisée dans les aires de moins de 50 000 habitants,.

### Occupation des sols
L'occupation des sols de la commune, telle qu'elle ressort de la base de données européenne d'occupation biophysique des sols Corine Land Cover (CLC), est marquée par l'importance des territoires agricoles (93,9 % en 2018), une proportion sensiblement équivalente à celle de 1990 (93,4 %). La répartition détaillée en 2018 est la suivante : 
terres arables (92,2 %), zones urbanisées (5 %), prairies (1,7 %), forêts (1,2 %). L'évolution de l'occupation des sols de la commune et de ses infrastructures peut être observée sur les différentes représentations cartographiques du territoire : la carte de Cassini (XVIIIe siècle), la carte d'état-major (1820-1866) et les cartes ou photos aériennes de l'IGN pour la période actuelle (1950 à aujourd'hui).

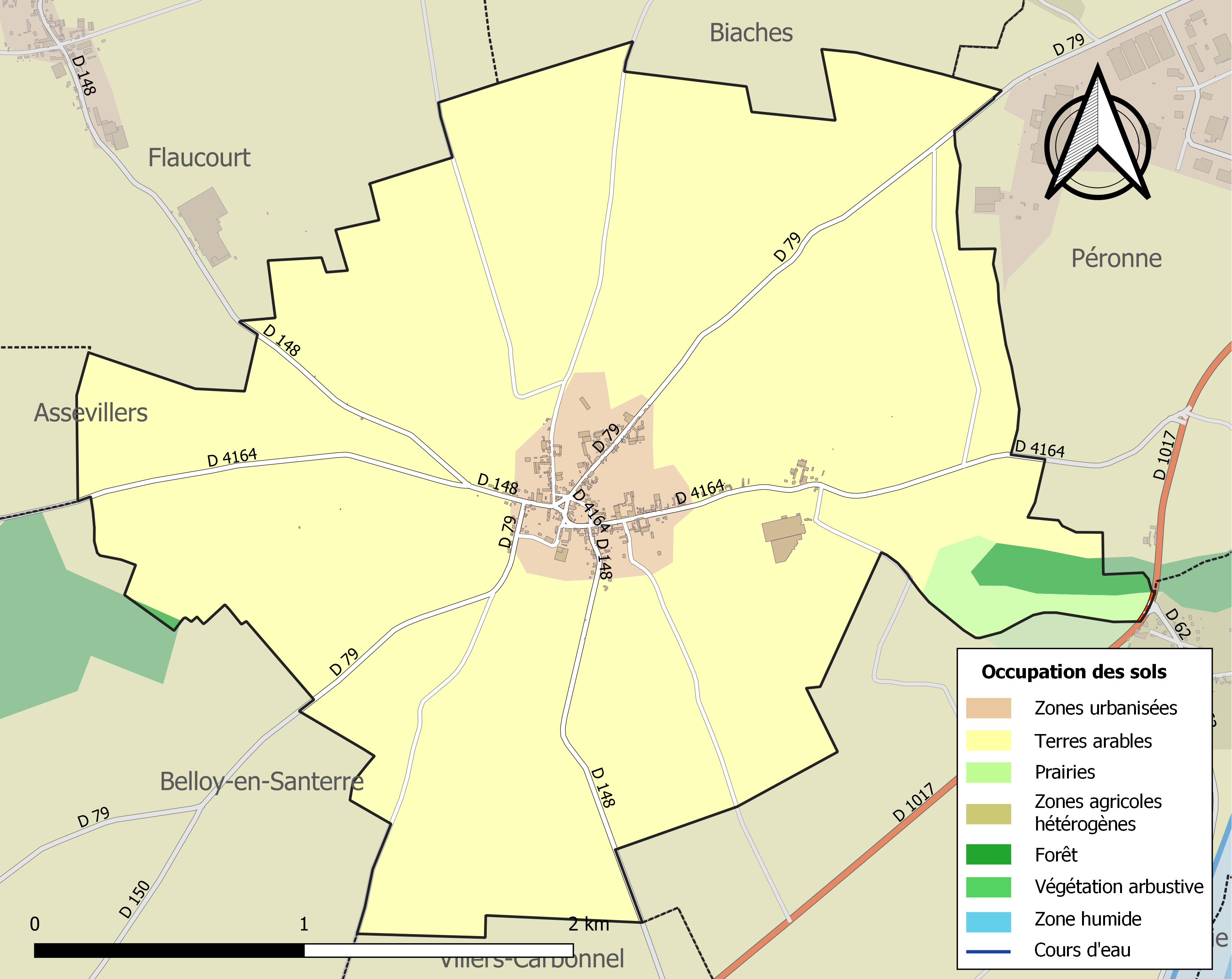
Carte des infrastructures et de l'occupation des sols de la commune en 2018 (CLC).

## Toponymie
Le nom de la localité est attesté sous les formes Barlous en 882 ; Barlos en 1108 ; Barlus en 1147 ; Berleux en 1737 sur la carte de Cassini.

## Histoire
La commune est décorée de la croix de guerre 1914-1918.

## Politique et administration
| Période                                  | Période                   | Identité      | Étiquette | Qualité                                                                       |
| ---------------------------------------- | ------------------------- | ------------- | --------- | ----------------------------------------------------------------------------- |
| Les données manquantes sont à compléter. |                           |               |           |                                                                               |
| juin 1995                                | En cours (au 28 mai 2020) | Éric François | DVD       | Président de la CC de la Haute Somme (2001 → ) Réélu pour le mandat 2020-2026 |

## Population et société

### Démographie
L'évolution du nombre d'habitants est connue à travers les recensements de la population effectués dans la commune depuis 1793. Pour les communes de moins de 10 000 habitants, une enquête de recensement portant sur toute la population est réalisée tous les cinq ans, les populations de référence des années intermédiaires étant quant à elles estimées par interpolation ou extrapolation. Pour la commune, le premier recensement exhaustif entrant dans le cadre du nouveau dispositif a été réalisé en 2004.

En 2022, la commune comptait 229 habitants, en évolution de +0,88 % par rapport à 2016 (Somme : −1,26 %, France hors Mayotte : +2,11 %).
| 1793 | 1800 | 1806 | 1821 | 1831 | 1836 | 1841 | 1846 | 1851 |
| ---- | ---- | ---- | ---- | ---- | ---- | ---- | ---- | ---- |
| 476  | 504  | 520  | 498  | 484  | 548  | 549  | 566  | 563  |

| 1856 | 1861 | 1866 | 1872 | 1876 | 1881 | 1886 | 1891 | 1896 |
| ---- | ---- | ---- | ---- | ---- | ---- | ---- | ---- | ---- |
| 559  | 556  | 539  | 528  | 523  | 504  | 494  | 502  | 503  |

| 1901 | 1906 | 1911 | 1921 | 1926 | 1931 | 1936 | 1946 | 1954 |
| ---- | ---- | ---- | ---- | ---- | ---- | ---- | ---- | ---- |
| 503  | 484  | 454  | 219  | 299  | 320  | 281  | 291  | 320  |

| 1962 | 1968 | 1975 | 1982 | 1990 | 1999 | 2004 | 2006 | 2009 |
| ---- | ---- | ---- | ---- | ---- | ---- | ---- | ---- | ---- |
| 330  | 306  | 301  | 289  | 297  | 312  | 302  | 298  | 274  |

| 2014 | 2019 | 2022 | - | - | - | - | - | - |
| ---- | ---- | ---- | - | - | - | - | - | - |
| 230  | 236  | 229  | - | - | - | - | - | - |

### Enseignement
L'enseignement primaire local est organisé autour du regroupement pédagogique intercommunal Biaches - Flaucourt - Barleux.

## Culture locale et patrimoine

### Lieux et monuments
- Église Saint-Médard.
- Statues de la Vierge et de Bernadette, devant le cimetière[21].

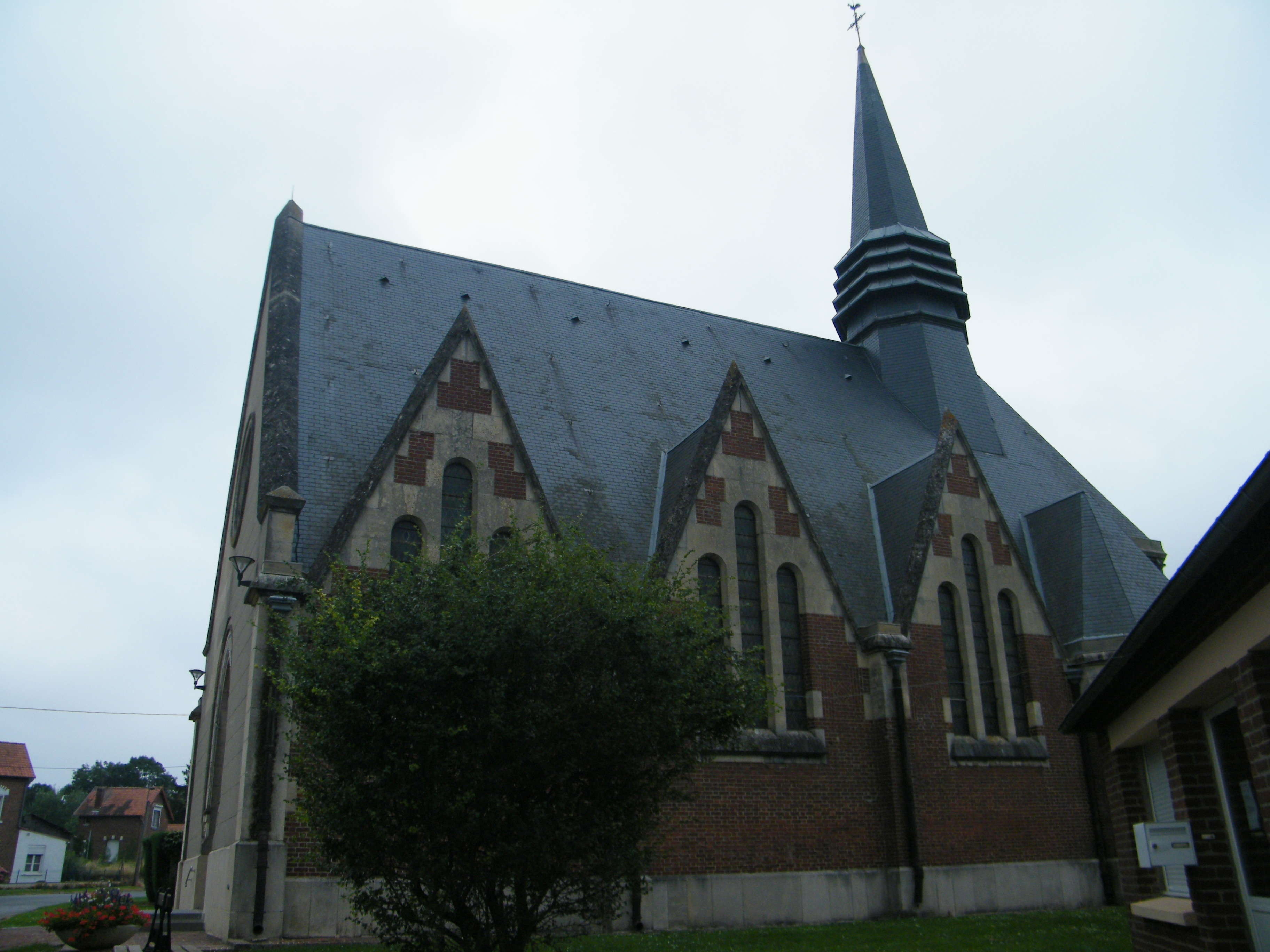
Saint-Médard.
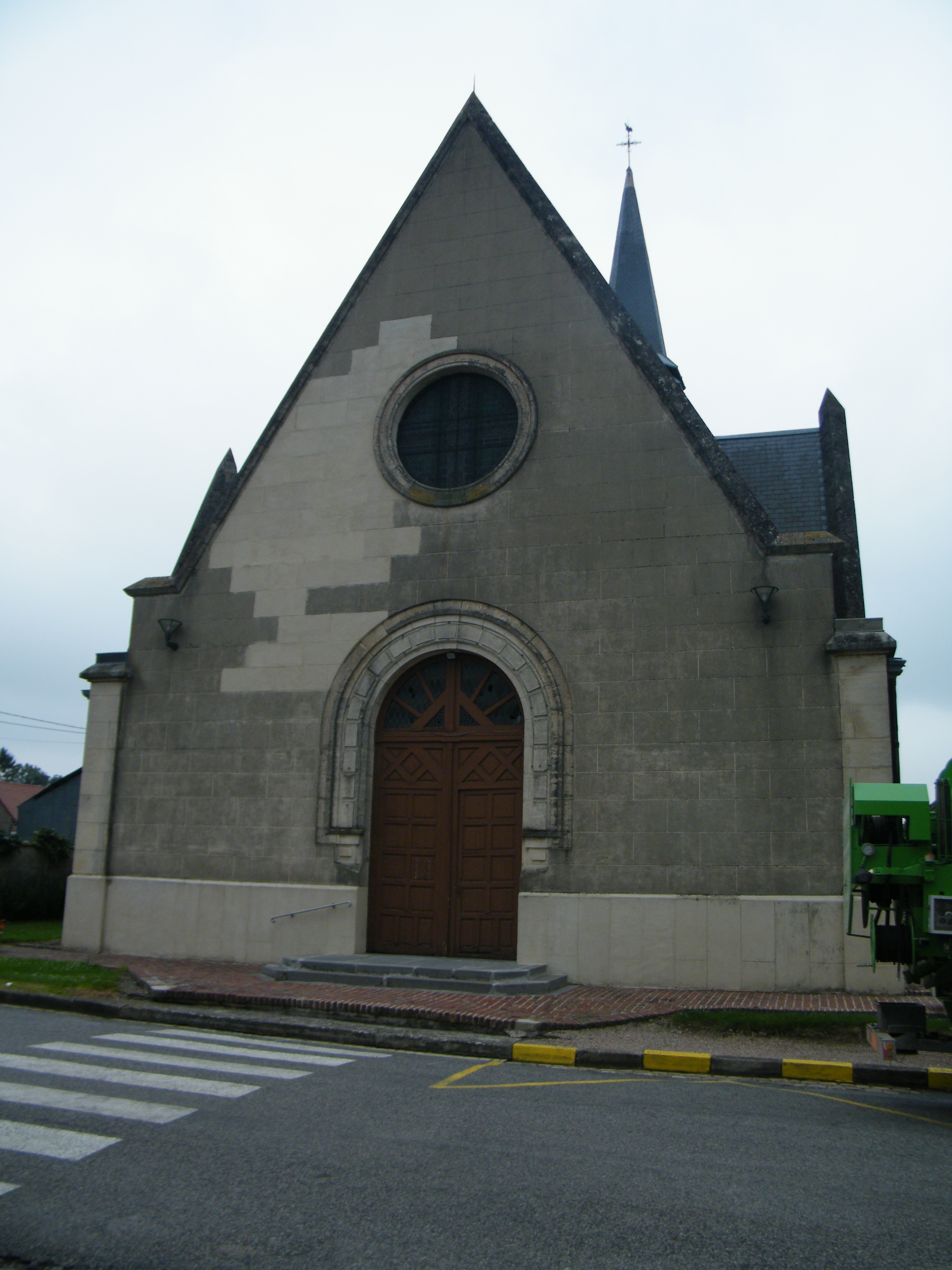
Autre vue de l'église.
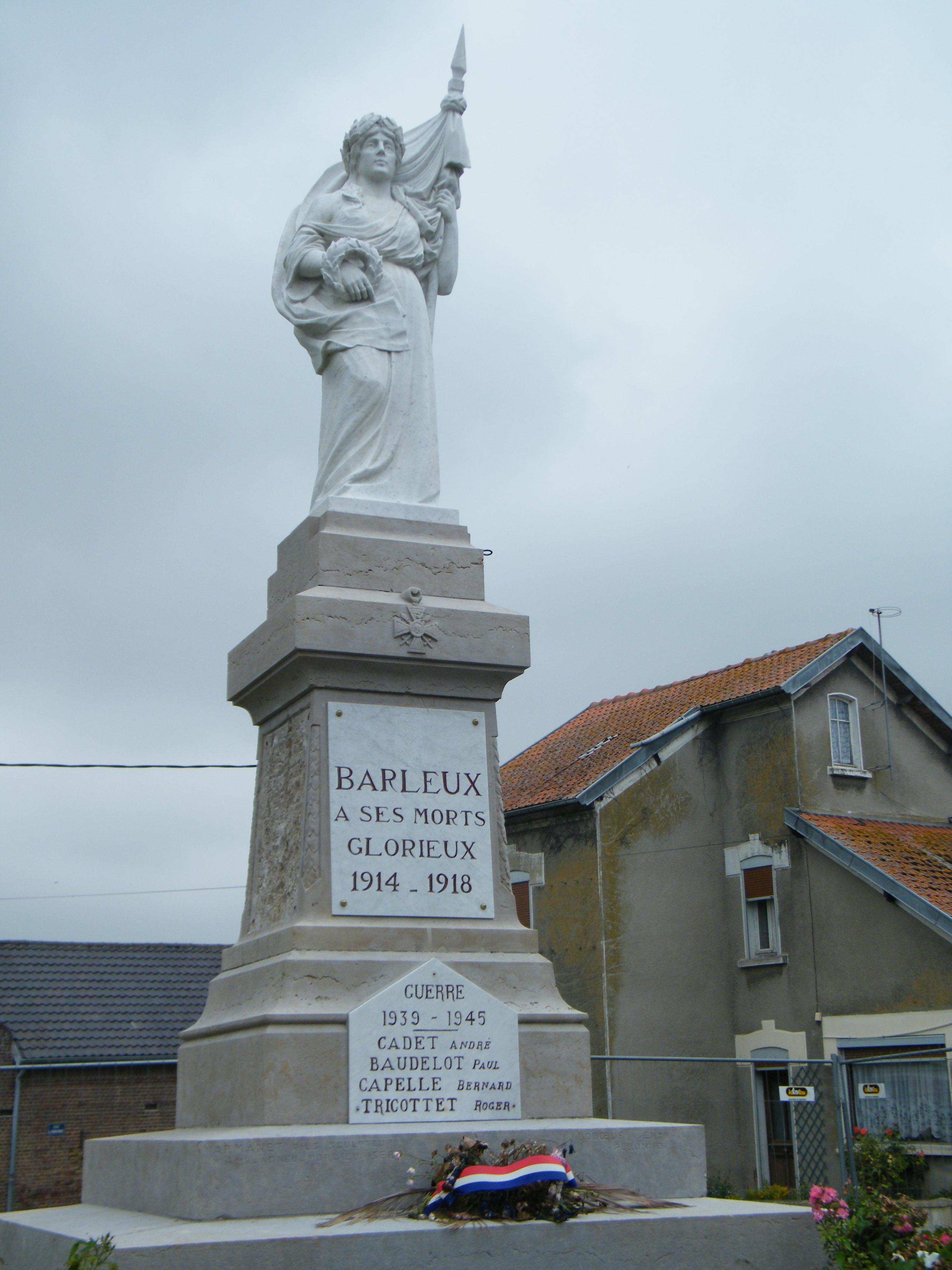
Monument.
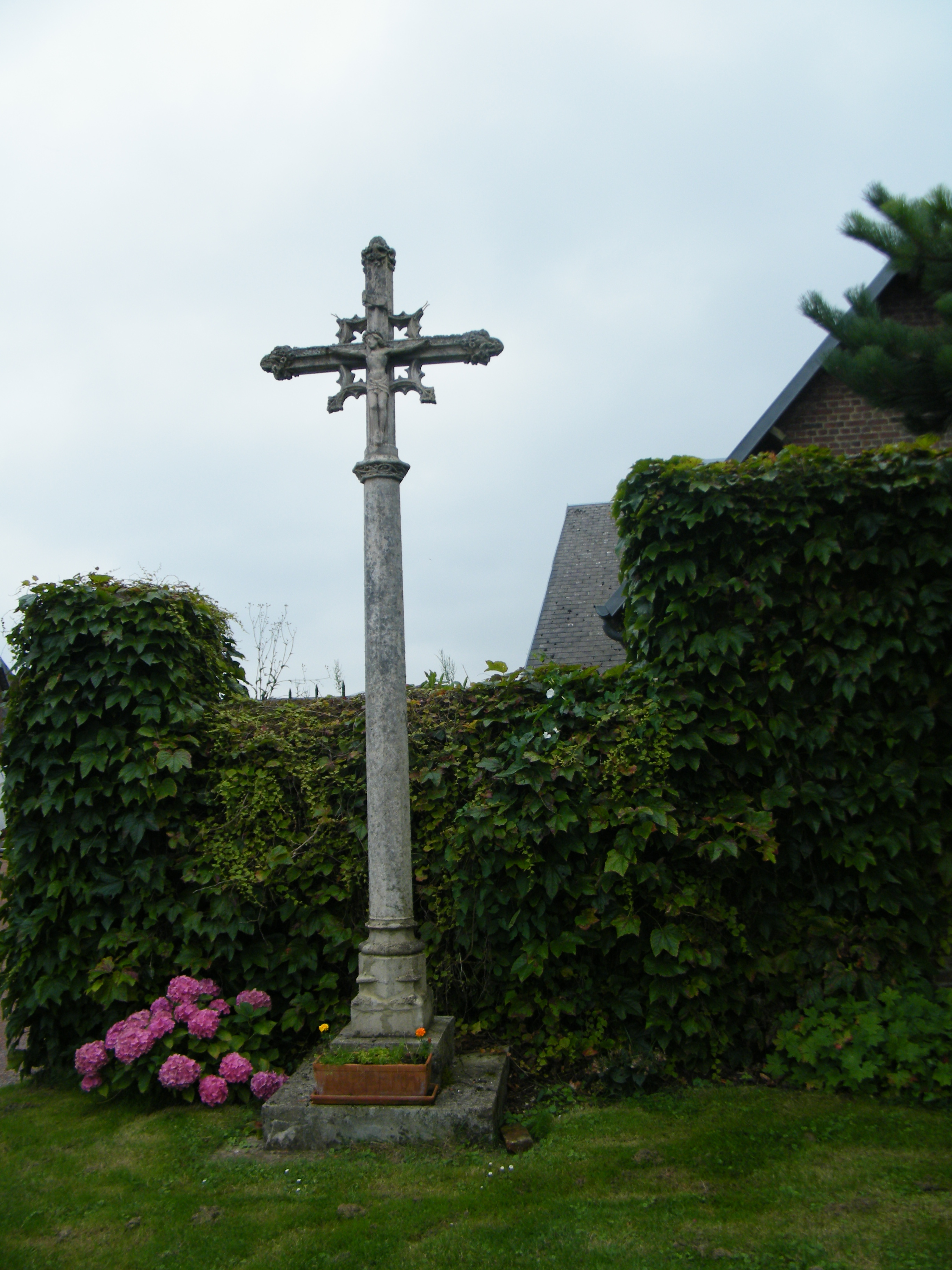
Calvaire de pierre.

### Personnalités liées à la commune
- Joseph Alexandre Compère, capitaine et officier d'état-major sous Napoléon, chevalier de la Légion d'honneur en 1810, né à Barleux le 7 septembre 1772, mort le 11 décembre 1841 à Barleux[réf. nécessaire].

## Pour approfondir